# E40 (Ecuador)
De E40 of Transversal Austral (Zuidelijke oost-westweg) is een primaire nationale weg in Ecuador. De weg loopt van Salinas via Guayaquil naar Puerto Morona en is 649 kilometer lang.
Het logo van de E40 is een kolibrie. 